# Dudki (Lubojna)
Dudki – część wsi Lubojna w Polsce położona w województwie śląskim, w powiecie częstochowskim, w gminie Mykanów.
W latach 1975–1998 Dudki administracyjnie należały do województwa częstochowskiego.